# Turbo Vision

L'ambiente di sviluppo Turbo Pascal, basato su Turbo Vision

Turbo Vision è un framework basato sul sistema operativo DOS comprendente anche una  text-user interface (TUI). È stato sviluppato intorno al 1992 dalla Borland per i linguaggi Pascal e C++. Successivamente fu abbandonato a favore della Object Windows Library che supportava quasi pienamente le API di Windows.
Il Turbo Vision è stato incluso nel Borland Pascal, Turbo Pascal e Borland C++. È stato usato dalla Borland stessa per sviluppare le IDE per i suoi compilatori. Esso riproduce, per impostazioni predefinite, queste IDE. È stato pensato come un emulo di Windows per le interfacce testo molto comuni negli anni ottanta, infatti contiene controlli simili a quelli di Windows come le finestre, le checkbox, i pulsanti, i radio buttons ecc.
È stato sicuramente un passaggio significativo per i prodotti Borland visto che, prima di allora, la Borland non aveva ancora implementato la OOP nei suoi compilatori, e il Turbo Vision è una libreria scritta secondo i metodi della programmazione orientata agli oggetti. Altro passo significativo è stato l'introduzione del concetto di "evento", proprio come in Windows.
Intorno al 1997, la versione C++ è stata rilasciata dalla Borland in pubblico dominio e attualmente il progetto viene portato avanti da una community su sourceforge, con licenza GPL.